# Simon Eckert

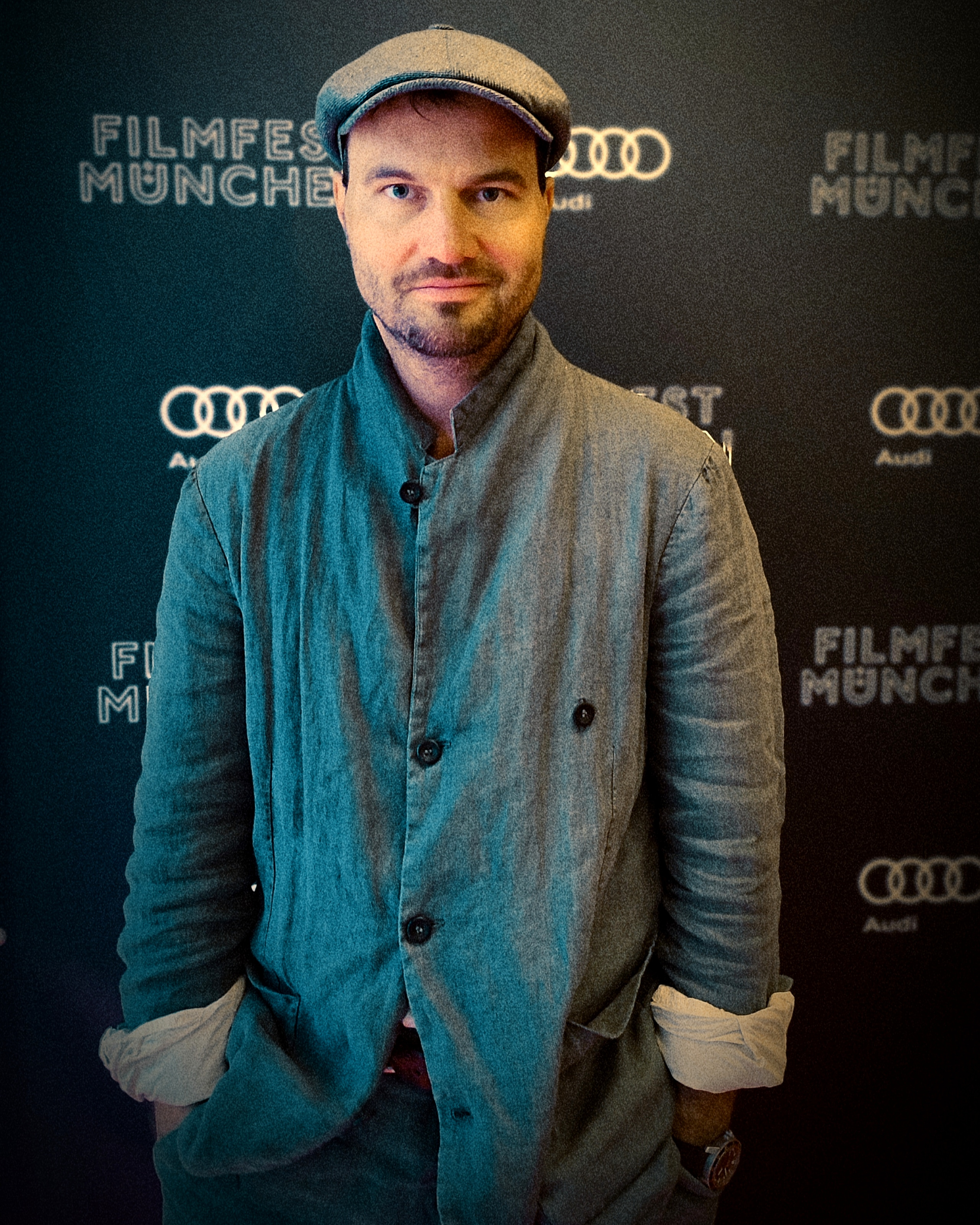
Simon Eckert, 2022

Simon Eckert (* 14. Mai 1981 in Berlin) ist ein deutscher Schauspieler. 2006 begann er seine Karriere am Deutschen Theater Berlin. Im Fernsehen wurde er einem breiten Publikum als Kriminalhauptkommissar Christian Schubert in der ZDF-Krimireihe Der Staatsanwalt bekannt.

## Leben

### Frühe Jahre und Ausbildung
Simon Eckert wurde 1981 in Ost-Berlin geboren. Nachdem er von 1999 bis 2003 erste Bühnenerfahrung als Sänger und Rapper einer Crossover-Rockband sammeln konnte, absolvierte er von 2003 bis 2007 eine Schauspielausbildung an der Hochschule für Schauspielkunst „Ernst Busch“ Berlin.

### Theater
Seit 2006 steht Eckert auf der Theaterbühne. Sein Debüt gab er als Baron in Ödön von Horváths Glaube Liebe Hoffnung am Deutschen Theater Berlin. Am Burgtheater Wien trat er als Claudio in dem Stück Maß für Maß (Regie Karin Beier) von William Shakespeare in Erscheinung. Von 2008 bis 2014 spielte er am Schauspiel Köln, wo er unter anderem mit den Regisseuren Jette Steckel, Wim Vandekeybus, Jürgen Kruse, Antonio Latella, Robert Borgmann und Gob Squad zusammenarbeitete.

### Film und Fernsehen
Eckert ist auch in verschiedenen Film- und Fernsehproduktionen zu sehen. Erstmals stand er 2008 neben Caroline Peters in einer Nebenrolle als Kommissarin Haas’ Liebhaber Sven in der humoristischen ARD-Krimiserie Mord mit Aussicht vor der Kamera. Seine erste Kinofilmrolle hatte er 2009 als Roger in Lila, Lila, einer Verfilmung des gleichnamigen Romans von Martin Suter. In der ZDF-Krimireihe Marie Brand spielte er von 2009 bis 2011 in drei Folgen einen Rechtsmediziner. Von 2012 bis 2020 übernahm er in der ZDF-Krimireihe Der Staatsanwalt an der Seite von Rainer Hunold und Fiona Coors als Kriminalhauptkommissar Christian Schubert eine der Hauptrollen.
Im Fernsehfilm Komm, schöner Tod von 2012 spielte er an der Seite von Anna Loos und Herbert Knaup unter der Regie von Friedemann Fromm. Im selben Jahr übernahm er in der Kinokomödie Das Hochzeitsvideo unter der Regie von Sönke Wortmann die Rolle des Carlos, der die Hochzeit seiner Ex-Freundin, dargestellt von Lisa Bitter verhindern will. Ebenfalls 2012 und 2016 spielte er in der Filmreihe Lotta Lukas, der nach einem One-Night-Stand mit der von Josefine Preuß dargestellten Titelfigur ungewollt Vater einer Tochter wird.
2014 spielte er im Kinodrama Auf einmal an der Seite von Julia Jentsch und Sebastian Hülk den Ehemann von Judith, dargestellt von Luise Heyer. Im britischen Historiendrama We Are Dancers von 2018 spielte er einen Nationalsozialisten, der in den Konflikt gerät, seinen ehemaligen Freund Hansi Sturm, einen Travestiekünstler, gespielt von Hans Piesbergen, zu verraten.
2023–2024 produzierte er den Film „Urstromtal“ (Regie: Heike Hanold-Lynch, Kamera: Axel Schneppat, Editor: Karl Riedl), in dem er neben Bea Brocks die Hauptrolle übernahm. Das Drehbuch schrieb Eckert zusammen mit der Regisseurin. Eckert lebt in Potsdam.

## Filmografie (Auswahl)
- 2008: Mord mit Aussicht – Folge: Ausgerechnet Eifel
- 2009: Lila, Lila
- 2009: SOKO Wismar – Folge: Yachtsaison
- 2009: SOKO Köln – Folge: Die schöne Griet
- 2009: Marie Brand und das mörderische Vergessen
- 2010: Neue Vahr Süd
- 2011: Marie Brand und die Dame im Spiel
- 2011: Monkey Sandwich
- 2011: Marie Brand und der Sündenfall
- 2011: Der letzte Bulle – Folge: Die Nackttanker von Huttrop
- 2011: Ausreichend
- 2012–2019: Der Staatsanwalt (Fernsehreihe)
- 2012: Ruhm
- 2012: Lotta & die großen Erwartungen
- 2012: Offroad
- 2012: Komm, schöner Tod
- 2012: Das Hochzeitsvideo
- 2012: SOKO Stuttgart – Folge: Der verlorene Sohn
- 2016: Lotta & der dicke Brocken
- 2017: Auf einmal
- 2017: München Mord: Auf der Straße, nachts, allein
- 2017: SOKO Wismar – Folge: Reifeprüfung
- 2018: Der Staatsanwalt: Tödlich Wohnen (Auftaktfilm zur 14. Staffel)
- 2019: We are Dancers
- 2019: Der Staatsanwalt: Null Toleranz (Auftaktfilm zur 15. Staffel)
- 2020: SOKO Köln – Folge: Alte Geschichten
- 2020: Notruf Hafenkante – Folge: Selbstbestimmt
- 2021: Bettys Diagnose – Folge: Aus dem Nichts
- 2021: SOKO Leipzig – Folge: Schlafes Bruder
- 2021: Frühling – Folge: An einem Tag im April
- 2021: Kleo (Netflix-Serie)
- 2023, 2024: Blutige Anfänger – Folgen: Heimlich leise, Wut
- 2023: Frühling – Folge: Wenn die Zeit stehen bleibt
- 2023: Letzte Spur Berlin – Folge: Danach
- 2025: SOKO Leipzig – Folge: Hasch mich

## Theater (Auswahl)
- 2006: Hagen in Die Nibelungen,  BAT Berlin (Regie: Robert Borgmann)
- 2006: Baron in Glaube Liebe Hoffnung von Ödön von Horváth, Deutsches Theater Berlin (Regie: Thomas Dannemann)
- 2006: Chor in Tod eines Handlungsreisenden von Arthur Miller, Deutsches Theater Berlin (Regie: Dimiter Gotscheff)
- 2007: Jacek / Tomek in Dekalog von Krzysztof Kieślowski,  BAT Berlin  (Regie: Robert Borgmann)
- 2007: Claudio in Maß für Maß von William Shakespeare, Burgtheater Wien (Regie: Karin Beier)
- 2008: Tommy in Beatgeneration von Jack Kerouac, Schauspiel Köln (Regie: Jürgen Kruse)
- 2008: Jörg in Fremdes Haus von Dea Loher, Schauspiel Köln (Regie: Jette Steckel)
- 2008: Boxer in Prater Saga 3 von René Pollesch, Schauspiel Köln/ Volksbühne Berlin (Regie: Gob Squad)
- 2008: M1 in Mördervariationen von Christoph Nussbaumeder, Schauspiel Köln (Regie: Florian Fiedler)
- 2009: Olaf in Spieltrieb von Juli Zeh, Schauspiel Köln (Regie: Jette Steckel)
- 2009: Gregor Samsa in Die Verwandlung und andere Erzählungen von Franz Kafka, Schauspiel Köln (Regie: Antonio Latella)
- 2010: Jakob Michael Reinhold Lenz in Ausgehen 1–3 nach Georg Büchner, Ödön von Horváth und Barbi Markowić, Schauspiel Köln (Regie: Robert Borgmann)
- 2010: Clarin in Das Leben ein Traum von Pedro Calderón de la Barca, Schauspiel Köln (Regie: Jürgen Kruse)
- 2011: Der Soldat (HR) in Ein Kind unserer Zeit von Ödön von Horváth, Schauspiel Köln (Regie: Julia Kohlhaas)
- 2011: R. Rubacore in Mamma Mafia von Federico Bellini u. a., Schauspiel Köln (Regie: Antonio Latella)
- 2014: Kyrill in Andrej Rubljow nach Andrei Tarkowski, Schauspiel Köln (Regie: Robert Borgmann)